# Каза Гвиљија (Модена)
Каза Гвиљија је насеље у Италији у округу Модена, региону Емилија-Ромања.
Према процени из 2011. у насељу је живело 30 становника. Насеље се налази на надморској висини од 1040 м.